# 内田珠鈴
珠 鈴（しゅり、2001年〈平成13年〉4月26日 - ）は、日本の女性歌手、モデル。福岡県出身。旧芸名は内田 珠鈴。

## 概要
小学校6年生の時に、小学生向けファッション雑誌『JSガール』オーディションにてグランプリを受賞。後に同雑誌の専属モデルとして活動を開始し、表紙登場回数14回の最多記録（2017年現在）を持つ。
2017年4月発売の『JSガール』Vol.38にて専属モデルを卒業。同月より活動拠点を福岡から東京へ移し、アーティストとしての活動を始める。オリジナル楽曲の作詞を全て内田本人が行っている。
2017年7月31日に渋谷GUILTYで行われた「Singer's Garden～文月ノ唄～」に出演し、歌手として初めてのライブを行った。同年10月から月1配信のインターネットラジオ『内田珠鈴のオールナイトニッポンi』のレギュラーパーソナリティとなる。同年12月30日には初のワンマンライブ「#shuri_1st」をShibuya gee-geにて開催し、チケットは完売となった。
2020年2月7日、芸名を内田 珠鈴から珠 鈴に改名した。
2021年、講談社主催ミスiD2022にエントリー。2022年1月28日、ファイナリストに残る。

## 人物
兄弟はおらず、一人っ子である。血液型はO型。
子供の頃の夢は「テレビに出てる有名な人」で、小学校の卒業アルバムにも「CDデビューしたい」と書いていた。
趣味はアイドルの応援と漢字を覚える事。特にHKT48の指原莉乃が小学生当時からずっと好きであり、一緒に仕事をすることを一つの目標にしている。
3～4歳の頃からダンスを習っていたため体が柔らかく、長座体前屈を特技としている。しかし球技は苦手であり、体育の授業でサッカーを行うと絶対にボールが回って来ないとのこと。
元々ピアノを習っていたが、2017年4月に東京に出てきたのを機に、新しいことに挑戦したいと思いギターを始めた。
座右の銘は、「誰よりも努力した人にだけ夢を叶えるチャンスがある」。
好きな食べ物は1日に10個は食べるというトマトであるが、トマトジュースはトマト感が薄れてしまうため好きではない。嫌いな食べ物はからし。

## ディスコグラフィ

### シングル
| # | 発売日        | タイトル            | 最高順位 | 規格品番                                    | 販売形態   | 収録曲                                            | 備考                                            |
| - | ------------- | ------------------- | -------- | ------------------------------------------- | ---------- | ------------------------------------------------- | ----------------------------------------------- |
| - | 2018年3月4日  | 卒業                | -        | AKPR-1017                                   | CD         | 1. 卒業 2. 空                                     | ライブ会場限定発売                              |
| - | 2018年4月25日 | 少しずつ            | -        | TRNW-0158                                   | CD         | 1. 少しずつ 2. つながり                           | プレデビューシングル 初の全国流通盤             |
| - | 2018年9月4日  | 青の季節            | 33位     | TRNW-0159（初回盤） TRNW-0161（通常盤）     | CD＋DVD CD | 1. 青の季節 2. 私                                 | 2ndプレデビューシングル                         |
| - | 2019年4月10日 | 君はもういない/nude | -        | TRNW-0162（通常盤） TRNW-0163（学生限定盤） | CD         | 1.君はもういない 2.nude(City Your Cityのカバー曲) | 1000枚限定 タワーレコード渋谷店とライブ会場限定 |

### EP
| # | 発売日        | タイトル     | 規格品番  | 収録曲 |
| - | ------------- | ------------ | --------- | --- |
| 1 | 2019年5月29日 | 光の中を泳ぐ | TRNW-0164 | 1. いつもの朝 2. 君はもういない 3. 私は無敵のヒーロー 4. どれほど私は 5. うまく進んでいたはずが 6. 人に言われて作る人生 7. リズムに合わせて踊る |

### CD-R
| # | タイトル     | 規格品番 | 販売形態 | 収録曲                                      | 備考                                                              |
| - | ------------ | -------- | -------- | ------------------------------------------- | ----------------------------------------------------------------- |
| 1 | #shuri_0     | -        | CD-R     | 1. 花火 2. 卒業 3. 夢に向かって             | ライブ会場限定発売 トラックダウンされていない音源が収録されている |
| 2 | #shuri_00    | -        | CD-R     | 1. 次の夏は君と 2. 空 3. この先もずっと     | ライブ会場限定発売 トラックダウンされていない音源が収録されている |
| 3 | #shuri_000   | -        | CD-R     | 1. 白い世界 2. ガンバレ 3. メッセージ       | ライブ会場限定発売 トラックダウンされていない音源が収録されている |
| 4 | #shuri_0000  | -        | CD-R     | 1. 特別な一日 2. 一歩の勇気 3. 24日間の冬   | ライブ会場限定発売 トラックダウンされていない音源が収録されている |
| 5 | #shuri_00000 | -        | CD-R     | 1. あなたへ 2. まさか 3. 私の想いと君の幸せ | ライブ会場限定発売 トラックダウンされていない音源が収録されている |

### 配信
| #  | 配信開始日     | タイトル               | 備考                       |
| -- | -------------- | ---------------------- | -------------------------- |
| 1  | 2018年11月23日 | うまく進んでいたはずが | -                          |
| 2  | 2018年12月14日 | 人に言われて作る人生   | -                          |
| 3  | 2019年2月22日  | 君はもういない         | -                          |
| 4  | 2019年9月27日  | 夢の中に吸い込まれる   | -                          |
| 5  | 2019年11月1日  | 死は存在するのか       | -                          |
| 6  | 2020年2月7日   | 透明                   | -                          |
| 7  | 2020年3月20日  | トマト                 | -                          |
| 8  | 2020年6月19日  | Fudan                  | -                          |
| 9  | 2020年7月17日  | 選択                   | -                          |
| 10 | 2020年9月25日  | そしてバスに戻る       | -                          |
| 11 | 2020年10月23日 | Happy World            | -                          |
| 12 | 2021年2月26日  | 生命/点の世界          | 映画「アポトーシス」劇中歌 |
| 13 | 2021年4月25日  | 19歳                   | -                          |

## タイアップ
| # | 楽曲     | タイアップ                                      | 収録作品     |
| - | -------- | ----------------------------------------------- | ------------ |
| 1 | 少しずつ | 日本テレビ系「PON!」2018年6月エンディングテーマ | 『少しずつ』 |

## 出演
太字はレギュラー、もしくは単独の出演

### テレビ

#### バラエティ
- どうぶつランキンZOO（2013年、フジテレビ）[14]
- ヒルナンデス!（2013年[15]・2014年[16]・2016年[17]、日本テレビ）
- めざましテレビ（2018年4月6日 - 2021年3月、フジテレビ） - イマドキガールとして[18]
- 全力坂（2018年4月13日・23日、テレビ朝日）
- 関内デビル（2018年9月5日、tvk）
- BOMBER-E（2018年9月18日、メ〜テレ）

#### ドラマ
- 面白南極料理人 第8話（2019年3月3日、テレビ大阪） - 鈴木隊員 役

### ラジオ
- ガブリナ（2018年4月10日、KBCラジオ）
- Top of the Morning（2018年4月11日、LOVE FM）
- イブニングストリーム（2018年4月12日、FMちゅーピー）
- 大窪シゲキの9ジラジ（2018年4月12日、広島FM）
- お昼のひととき～ランチタイムインフォメーション（2018年4月13日、RadioMOMO）
- 表町LIVE! あもーれ!マッタリーノ（2018年4月13日、RSKラジオ）
- ESP学園 Presents 音楽人〜ONGAKU-BEAT〜（2018年5月18日、NACK5）
- J-HITS RADI×MATION（2018年8月20日、ラジオ大阪）
- #椎木里佳パイセンの放課後ラジオ（2018年9月8日・15日、SBSラジオ）

### インターネットラジオ
- 内田珠鈴のオールナイトニッポンi（2017年 - 、ニッポン放送） - 月1回配信[3]

### ライブ

#### 単独ライブ
- #shuri_1st（2017年12月30日、Shibuya gee-ge）
- #shuri_2nd（2018年4月29日、代アニLIVE BASE西麻布）
- #shuri_one more（2018年9月8日、代アニLIVE BASE西麻布）
- #shuri_next（2018年12月21日、duo MUSIC EXCHANGE）

### CM

#### テレビCM
- Clova Friends『受験生篇』『双子ダンス篇』『デートの約束篇』（2017年 - 、LINE）[19][20]
- 神戸レプタイルズワールド2018（2018年、神戸レプタイルズワールド実行委員会）

#### WEB CM
- 武田塾（2017年、株式会社A.ver）[21]
- ホットペーパービューティー『春』（2018年、リクルートライフスタイル）[22]

### 映画
- 未来のミライ（2018年） - 声の出演
- 太陽の家（2020年）
- アポトーシス（2021年、MOOSIC LAB [JOINT]2020-2021）- 崎原中 役

### 舞台
- 劇団男魂（メンソウル）第19回公演「バカデカ 勿忘草」（2019年4月17日 - 21日、あうるすぽっと） - 今日子 役

### 雑誌
- JSガール（2013年 - 2017年、三栄書房） - 専属モデル

### ゲーム
- JSガール Doki Dokiモデルチャレンジ（2014年、ニンテンドー3DS用ソフト / 日本コロムビア）

### 広告・スチール
- スピンズ公式通販サイト（2017年 - 、SPINNS） - 公式通販モデル
- love & tears -あの頃の恋のうた-（2018年2月28日、ユニバーサルミュージック） - ジャケットモデル

## 受賞
- 第5回日本制服アワード ブロッサムレポート ネクストブレイク賞[23]